# André Ludwig
André Ludwig (6. června 1912 – 7. ledna 2024) byl francouzský válečný veterán z druhé světové války.

## Život
André Ludwig se narodil v obci La Ferté-sous-Jouarre v departementu Seine-et-Marne 6. června 1912. V roce 1939 byl mobilizován do francouzské armády a v roce 1940 se stal válečným zajatcem. Později se připojil k francouzskému odboji.